# Báscones de Ebro
Báscones de Ebro ist ein spanischer Ort in der Provinz Palencia der Autonomen Gemeinschaft Kastilien und León. Báscones de Ebro gehört zu Berzosilla, es befindet sich vier Kilometer nördlich vom Hauptort der Gemeinde. Báscones de Ebro ist über die Straße PP-6215 zu erreichen.

## Sehenswürdigkeiten
- Gotische Kirche Santa María la Mayor

## Weblinks

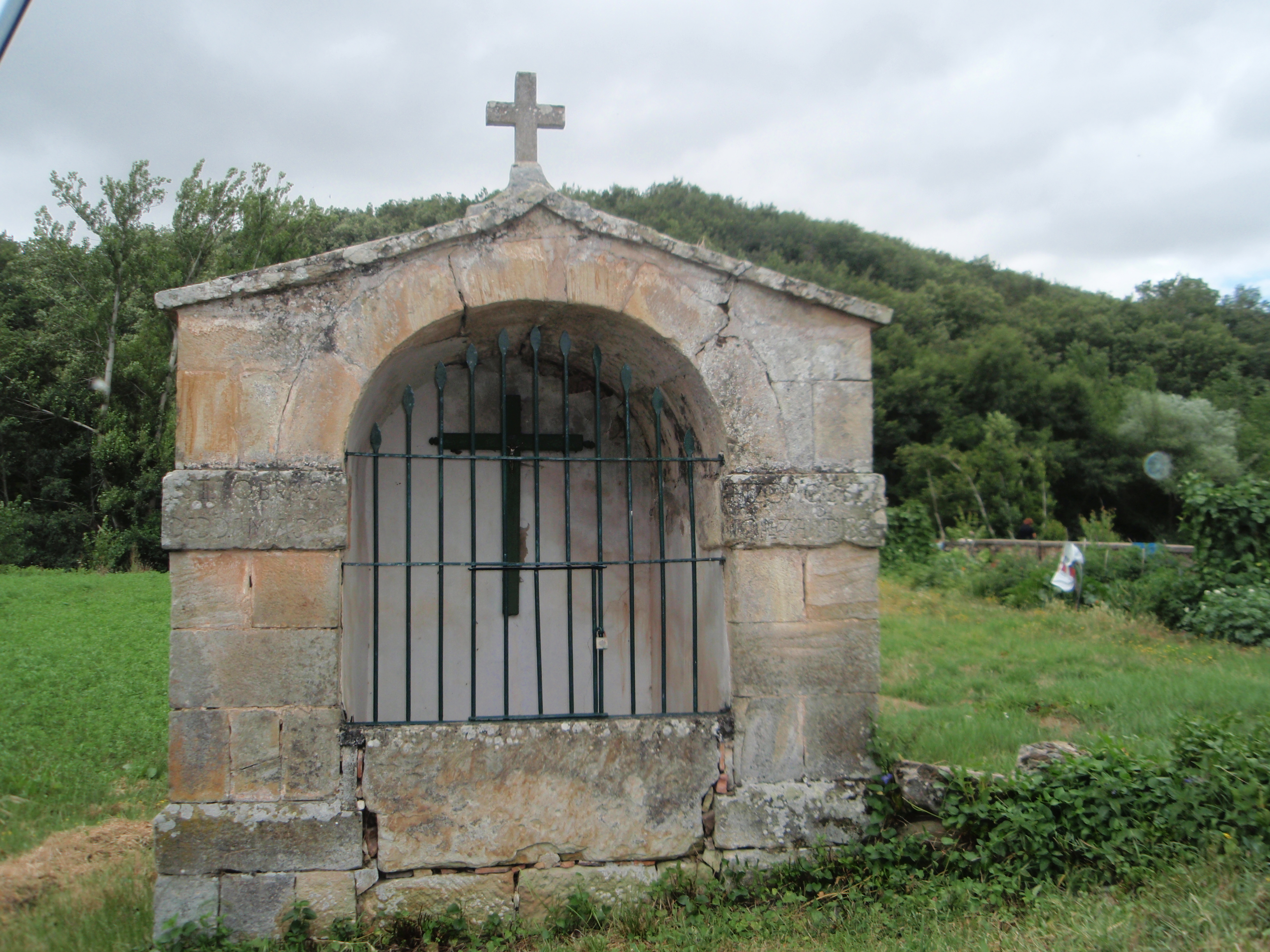
Ermita in Báscones de Ebro